# Golden Delicious

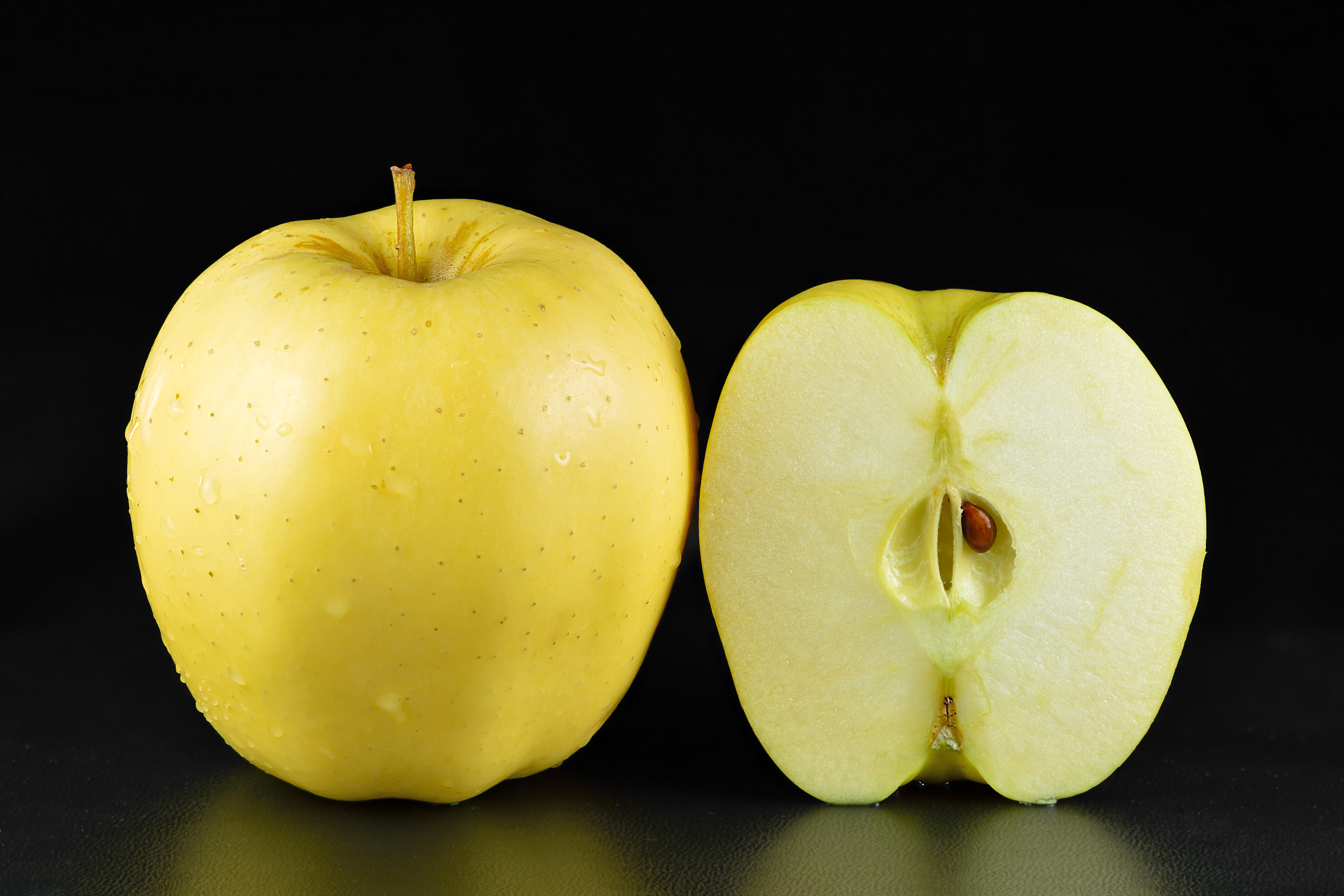
Golden Delicious

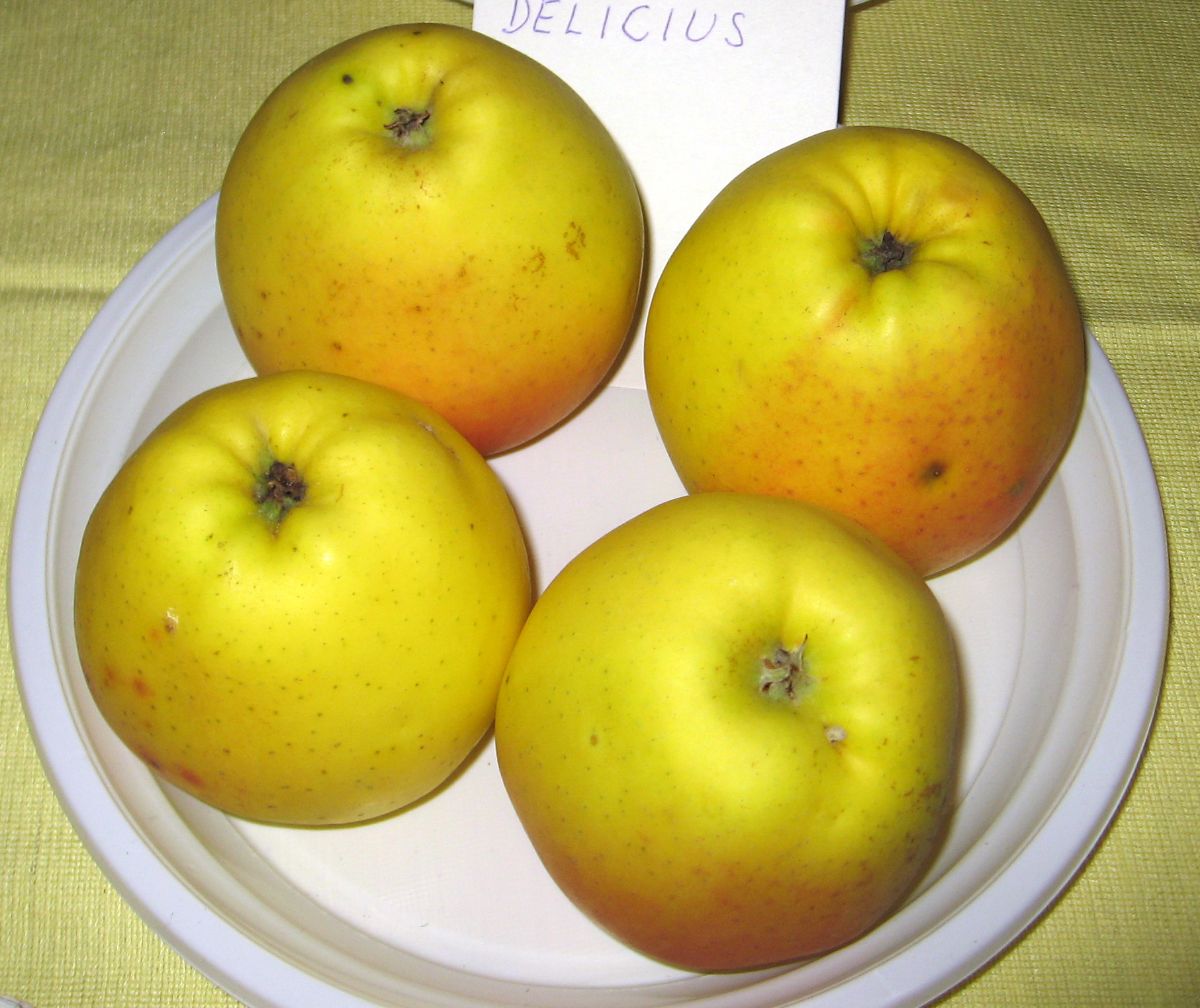
Golden Delicious

Golden Delicious je stará odrůda jablek.

## Historie
Odrůda Golden Delicious byla objevena jako náhodný semenáč v USA v roce 1890. Rozšiřována byla od roku 1916 a nyní představuje nejrozšířenější světovou tržní odrůdu jablek. Pravděpodobně se jedná o křížence odrůd Griemsovo zlatožluté a Reneta zlatá.

## Charakteristika
Vlastnosti stromu: Růst je středně silný. Vytváří koruny vysoce kulovité, později mírně rozložité, postupně houstnoucí. Plodonosný obrost je středně dlouhý. Kvete středně pozdě až pozdě. Odrůda se dobře opyluje a sama je dobrým opylovačem.
Vlastnosti plodu: Je středně velký, velikost však dost kolísá v závislosti na násadě plodů a zdravotním stavu stromů (průměrná hmotnost se nejčastěji pohybuje od 115 do 200 g). Tvar je vysoce kulovitý, ke kalichu mírně zúžený. Slupka je většinou hladká [někdy se vyskytuje slabší rzivé mramorování) suchá, matně lesklá. Základní barva je zelenožlutá, později zlatožlutá, někdy s narůžovělým až slabě oranžovým líčkem. Dužnina je žlutavá, pevná, dosti jemná, šťavnatá. Chuť je navinule sladká, příjemně aromatická, při dobrém vyzrání plodů výborná.
Hospodářské vlastnosti:
Plodnost: Je raná, při správném výběru stanoviště a dobrém ošetřování vysoká a pravidelná.
Odolnost: Strupovitostí trpí velmi silně, padlím jen středně. Vůči mrazům ve dřevě je středně citlivá, proti pozdním jarním mrazíkům v době květu je odolnější.
Tvar a podnož: Odrůda je vhodná pro všechny tvary. Nejčastěji se nyní pěstuje ve stěnách nebo jako štíhlá vřetena, neboť v důsledku detailního řezu přináší mnohem kvalitnější plody. Podnože se volí podle zvoleného tvaru a půdně klimatických podmínek stanoviště. Nejčastěji se používají M 9, J-TE-E, J-TE-H, M 26 a MM 106.
Doba zrání: V teplých oblastech se sklízí koncem září, ze středních poloh až v druhé polovině října. Konzumní zralost dosahuje v listopadu a vydrží do března až dubna. Během skladování vyžaduje vlhči prostředí, jinak silně vadne.
Celkové zhodnocení: V teplých klimatických podmínkách je tato odrůda úrodná a přináší velmi kvalitní plody. Mezi hlavní nedostatky patří velká citlivost na strupovitost (vyžaduje intenzivní chemickou ochranu) a vysoké nároky na výběr stanoviště i polohy.